# Moonshine

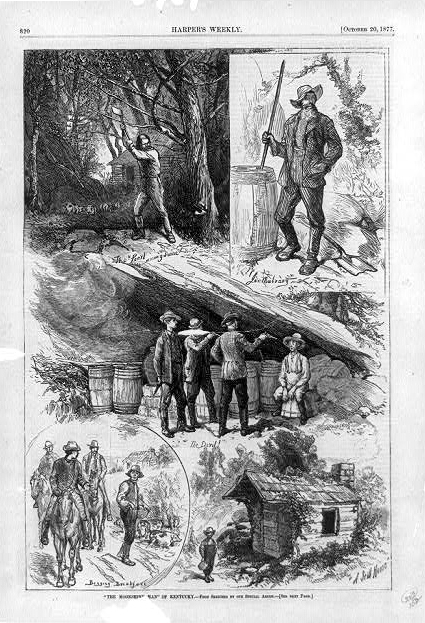
The Moonshine Man of Kentucky, uma ilustração do Harper's Weekly, 1877, mostrando cinco cenas da vida de um fabricante de Moonshine.

Moonshine é o termo usado para descrever bebidas alcoólicas destiladas de alto teor que são geralmente produzidas de forma ilícita. Moonshine é tipicamente feito com mosto de milho como seu principal ingrediente. As leis de controle de bebidas alcoólicas dos Estados Unidos proíbem a produção de Moonshine, uma vez que consiste de uma proibição total sob a 18.ª Emenda à Constituição dos Estados Unidos, para centrar principalmente na evasão da tributação das receitas de aguardente e/ou intoxicantes, e são aplicadas pela Bureau do Álcool, Tabaco, Armas de Fogo e Explosivos do Departamento do Tesouro dos Estados Unidos;  tais aplicadores destas leis são conhecidos pelo apelido, muitas vezes irônico, de "revenooers".

## Terminologias
Além do termo Moonshine, essa bebida possui outros termos associados a ela: Moonshine white lightning, mountain dew, hooch, homebrew  e white whiskey, sendo que todos esses são termos usados para descrever as bebidas alcoólicas destiladas de alto teor que são produzidas, normalmente, de forma ilícita.
Não confunda o termo Mountain Dew com o refrigerante de mesmo nome (Mountain Dew), este sendo um refrigerante gaseificado e sem teor alcoólico algum, o qual é fabricado exclusivamente pela PepsiCo desde 1964.

## História

### Etimologia
Acredita-se que a palavra "Moonshine" é derivado do termo "Moonrakers", o qual é utilizado por contrabandistas novatos ingleses e por causa da natureza clandestina das operações ilegais nos destiladores do Apalaches que produziam e distribuíam whisky. 
Além disso, a destilação era feita à noite, sob o brilho da luz da lua (moonshine em inglês) para evitar a descoberta.

### Processo

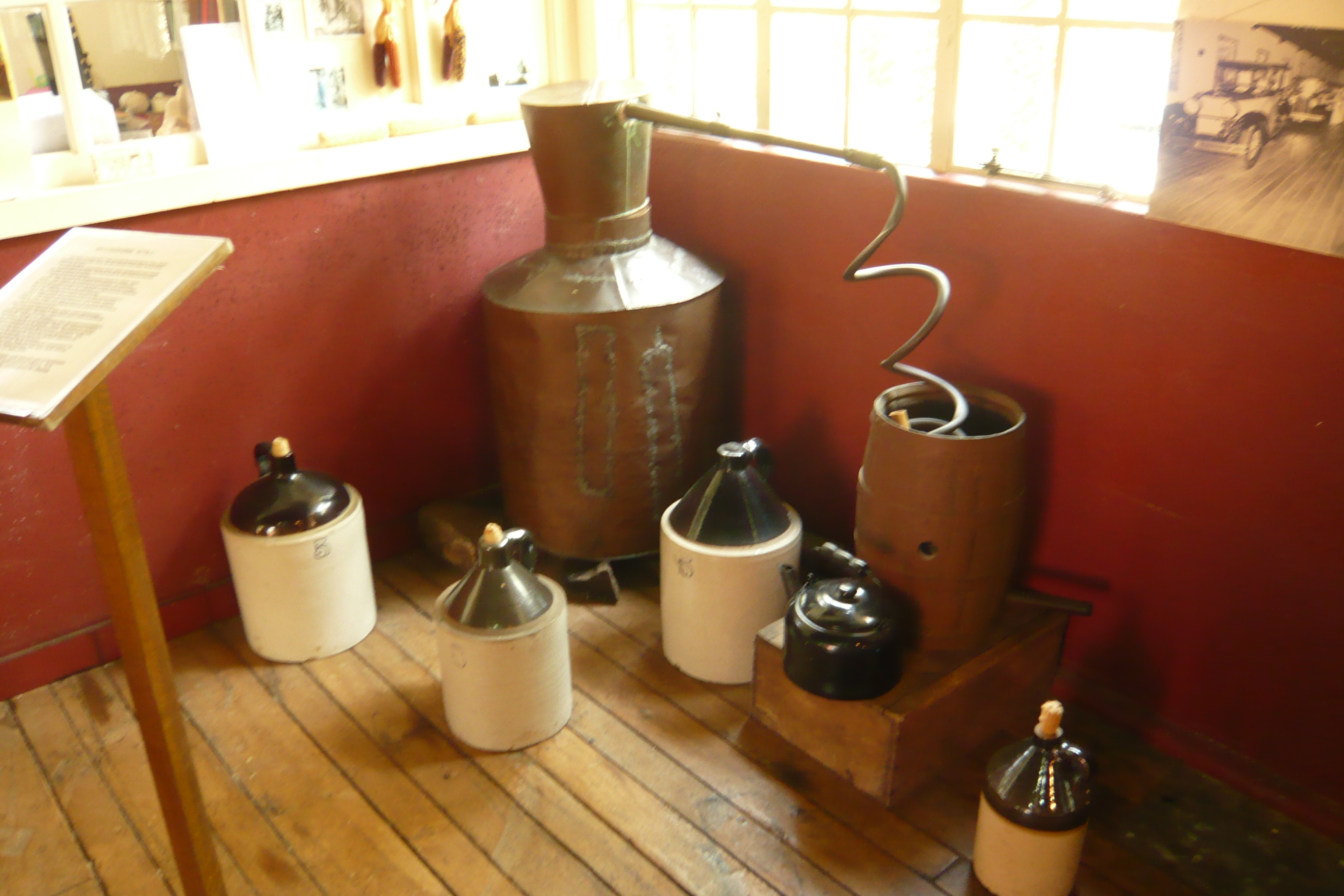
Um dispositivo de destilação de aguardente antigo em um museu.

Moonshine foi especialmente importante para a área dos Apalaches. Este tipo de whisky entrou na região dos Apalaches provavelmente no final do século XVIII e início dos anos 1800. Imigrantes escoceses-irlandeses da Irlanda do Norte, da região do Ulster, trouxeram a sua receita para o seu beatha uisce, gaélico para "água da vida". Os colonos fizeram o seu uísque sem envelhecimento, e isso é a mesma receita que se tornou tradicional na região dos Apalaches.
No início do século XX, o moonshine tornou-se uma importante fonte de renda para muitos moradores Apalaches, uma vez que a rede de estradas limitada tornava muito difícil e caro o transporte da safra de milho. Como um estudo dos agricultores em Cocke County, Tennessee, observa: "Pode-se transportar muito mais valor se seu milho for convertido primeiro para uísque. Então um cavalo pode transportar dez vezes mais valor em suas costas com uísque do que, somente, em milho." Moonshiners em Harlan County, Kentucky, como Maggie Bailey, fazia o uísque para vender, a fim de sustentar as suas famílias. Outros, como Amos Owens , do Rutherford County, Carolina do Norte, vendiam a bebida alcoólica para áreas próximas.
No uso moderno, o termo "Moonshine" implica normalmente quando é produzido ilegalmente;  no entanto, o termo também tem sido usada nos rótulos de alguns produtos legais como forma de comercializá-las como proporcionar uma experiência de beber algo semelhante ao encontrado em bebidas ilegais.

## Segurança
Moonshine mal produzido pode ser contaminado, principalmente a partir de materiais utilizados na construção do alambique . Stills empregando radiadores automotivos como condensadores são particularmente perigosos; Em alguns casos, o glicol produzido a partir do anticongelante pode ser um problema. Radiadores usados como condensadores também podem conter chumbo nas conexões do encanamento. O uso desses métodos frequentemente resultou em cegueira ou envenenamento por chumbo naqueles que consumiram bebida contaminada. Esta foi uma questão durante a Lei Seca, quando muitos morreram por ingerir substâncias nocivas. O consumo de bebida alcoólica contaminada com chumbo é um sério fator de risco para a gota saturnina, uma condição médica muito dolorosa, mas tratável, que danifica os rins e as articulações.
Embora o metanol não seja produzido em quantidades tóxicas pela fermentação de açúcares a partir de amidos de grãos, a contaminação ainda é possível por destiladores inescrupulosos que usam metanol barato para aumentar a força aparente do produto. O luar pode tornar-se mais palatável e, talvez, menos perigoso descartando-se a "prescrição" — as primeiras onças de álcool que escorrem do condensador. Como o metanol evapora a uma temperatura mais baixa que o etanol, acredita-se que o antifroto contém a maior parte do metanol, se houver, do mosto. No entanto, pesquisas mostram que este não é o caso, e o metanol está presente até o final da execução da destilação. Além disso, a cabeça que vem imediatamente após a previsão geralmente contém pequenas quantidades de outros compostos indesejáveis, como acetona e vários aldeídos.
As concentrações de álcool em potências mais altas (o GHS identifica concentrações acima de 24% ABV como perigosas) são inflamáveis e, portanto, perigosas de manusear. Isto é especialmente verdadeiro durante o processo de destilação, quando o álcool vaporizado pode se acumular no ar para concentrações perigosas se a ventilação adequada não for fornecida.

### Testes
Uma estimativa rápida do teor alcoólico, ou prova, do destilado (a proporção de álcool para água) é muitas vezes conseguida agitando um recipiente transparente do destilado. Bolhas grandes de curta duração indicam um teor alcoólico maior, enquanto bolhas menores que desaparecem mais lentamente indicam menor teor alcoólico.
Um método mais confiável é usar um alcoômetro ou um hidrômetro. Um hidrômetro é usado durante e após o processo de fermentação para determinar o percentual de álcool potencial do moonshine, enquanto um alcoômetro é usado após o produto ter sido destilado para determinar o percentual de volume ou a prova.
Um teste popular comum para a qualidade do moonshine era despejar uma pequena quantidade dele em uma colher e incendiá-lo. A teoria era que um destilado seguro queima com uma chama azul, mas um destilado contaminado queima com uma chama amarela. Os praticantes deste teste simples também sustentavam que se uma bobina de radiador tivesse sido usada como um condensador, então haveria chumbo no destilado, o que daria uma chama avermelhada. Isso levou ao mnemônico: "O chumbo queima de vermelho e faz você morrer". ou "vermelho significa morto".